# Ślepota umysłu
Ślepota umysłu – hipoteza opracowana początkowo w 1990 roku, przypisująca osobom autystycznym brak umiejętności odczytywania i rozumienia intencji, emocji oraz myśli innych osób, przy jednoczesnych trudnościach w komunikowaniu niewerbalnym. Od czasu pojawienia się silnych dowodów na heterogeniczność autyzmu i po wielu nieudanych próbach odtworzenia klasycznych badań nad teorią umysłu, teoria ślepoty umysłu została ogólnie odrzucona przez środowisko naukowe.
Teoria ta zakładała, że ślepota umysłu charakteryzuje się niską tolerancją na niepewność informacyjną, skutkującą nieprzechowywaniem przez pamięć wiedzy o wcześniejszych poglądach, jeśli różnią się od aktualnych poglądów. Objawia się problemami z interpretowaniem sygnałów pozawerbalnych, nierozumieniem znaczenia wypowiedzi opartych na komunikatach niewerbalnych. Podczas rozmowy osoby z tym zaburzeniem nie reagują właściwie na zmiany wyrazu twarzy i gesty rozmówcy; nie zauważając zachowań niewerbalnych, nie są w stanie wychwycić rzeczywistego kontekstu rozmowy. Jako zaburzenie poznawcze występuje w autyzmie, zespole Aspergera i schizofrenii, rzadziej także w zaburzeniu afektywnym dwubiegunowym, osobowości dyssocjalnej lub jako efekt demencji starczej.

## Podstawy neuronalne zaburzenia
Główne rejony, których zaburzenia w funkcjonowaniu powodują objawy ślepoty umysłowej to:
- przednia kora okołoobręczy (anterior paracingulate cortex),
- górna bruzda skroniowa (superior temporal sulcus),
- biegun skroniowy (temporal pole)[10].

Inne znaczące w rozwoju objawów struktury to: ciało migdałowate (corpus amygdaloideum) i kora okołooczodołowa (orbitofrontal cortex) – zaangażowanie w interpretacje zachowań społecznych, biegun czołowy (frontal pole) – zapewnia rozpoznawanie twarzy i głosów oraz pamięć uczuciową. 
Według U. Frith i C.D. Frith sieć nerwowa, w której skład wchodzą przyśrodkowa kora przedczołowa, przednia kora obręczy i górną bruzda skroniowa jest niezbędna do prawidłowego odczytywania treści umysłów u innych osób (mind reading), a zaburzenia jej funkcjonowania wywołują objawy ślepoty umysłowej, szczególnie u schizofreników. Wyjaśnienie ślepoty umysłu w autyzmie zostało zaproponowane przez Castelliego jako osłabienie połączenia pomiędzy potylicznymi i skroniowo-ciemieniowymi regionami. Mniejsza aktywacja tej sieci może hamować wzajemny wpływ pomiędzy regionami, które przetwarzają wyższe i niższe informacje  percepcyjne.

## Ślepota umysłu w teorii umysłu
Według Baron-Cohena osoba dotknięta ślepotą umysłową nie potrafi postawić granicy pomiędzy pozornym a faktycznym stanem rzeczywistości, jest ślepa na swoje własne wcześniejsze myśli i na odmienne myśli innych ludzi (zob. zaburzenie teorii umysłu w autyzmie). Znaczna część świata społecznego musi wydawać jej się nieprzewidywalna, ponieważ w obliczu aktualnych informacji nie potrafi przytoczyć swoich ani cudzych wcześniejszych przekonań lub oczekiwań.

## Ślepota umysłu w teorii symulacji
Według Harrisa, Gordona i Goldmana ślepota umysłu wynika z niezdolności do używania wyobraźni, a także wysuwania przypuszczeń oraz posługiwania się założeniami na temat rzeczywistości sprzecznymi z faktami („co by było gdyby..”, „przypuśćmy, że..”). Byłaby to więc konsekwencja bardziej ogólnego niedorozwoju (Harris, Gordon, Curie) skutkującego problemami z abstrakcyjnym myśleniem, który powodowałby trudności z czytaniem umysłu innych, ponieważ jest to aktywność wymagająca przyjęcia perspektywy drugiej osoby.

## Ślepota umysłu w teorii empathizing–systemizing
Teoria E-S sugeruje, że ludzie mogą być oceniani na podstawie ich wyników w dwóch wymiarach: zdolności do empatii oraz wielkości zainteresowania systemami (dążenie do analizowania i konstruowania ich). Bazując na tej teorii możliwe jest wyjaśnienie społecznych i niespołecznych trudności towarzyszących autyzmowi. Wyjaśnia ona nie tylko społeczne, komunikacyjne trudności towarzyszące tej chorobie np. utratę zdolności empatycznych czy powtarzanie zachowania, ale także te niespołeczne np.: problemy motoryczne czy wyższe zdolności zapamiętywania, nadwrażliwym przekazywaniem specyficznych zachowań.

## Wady wprowadzenia terminu „ślepota umysłu”
Określenie „ślepota umysłu”, pomimo upowszechnienia w literaturze naukowej, jest jedynie metaforą nazywającą pewien aspekt pojawiający się przy takich zaburzeniach jak autyzm, zespół Aspergera czy schizofrenia. Używanie tej metafory ułatwia komunikację pomiędzy naukowcami, ale równocześnie wprowadza ograniczenia, np. przesłania ona problem podwójnej empatii, tj. fakt, że trudność w komunikacji pomiędzy ludźmi autystycznymi a nieautystycznymi ma źródła po obu stronach. Doprowadza do silnych negatywnych skojarzeń oraz może utrudniać rozpoznanie, że niektóre zachowania autystyczne są znaczące i adaptacyjne.